# Dusit-Zoo
Koordinaten: 13° 46′ 21″ N, 100° 30′ 59″ O
Der Dusit-Zoo (Thai สวนสัตว์ดุสิต, IPA: [sŭan-sàt dù-sìt]) war der älteste zoologische Garten in Bangkok. Er lag im Bezirk Dusit.

## Geschichte
Der Dusit-Zoo wurde 1938 auf Anregung von Premierminister Plaek Phibulsongkram durch die Stadtverwaltung von Bangkok geschaffen. Das Gelände wurde vom thailändischen König Ananda Mahidol (Rama VIII.) zur Verfügung gestellt, es war seinerzeit Teil der großen Gartenanlage (Khao Din Wana – เขาดินวนา), die von König Chulalongkorn (Rama V.) als privater botanischer Garten errichtet worden war.
Im Februar 1954 wurde der Dusit-Zoo zusammen mit den Anlagen in Chiang Mai, Chonburi, Songkhla und Nakhon Ratchasima in die Zoological Park Organization überführt.
Anfang 2007 verkündete die thailändische Regierung einen Plan, der die Verlegung des Dusit-Zoos in die Außenbezirke der Hauptstadt vorsieht, um mehr Platz für die Anlagen zur Verfügung stellen zu können.
Der Zoo wurde am 30. September 2018 geschlossen.

## Anlage
Der Dusit-Zoo lag zwischen dem Chitralada-Palast und dem alten Parlamentsgebäude, der „Ananta-Samakom-Thronhalle“.
Sein Gelände war knapp 20 ha groß, davon waren etwa 25 % Wasserflächen. Die weitläufigen Anlagen des Zoos beherbergten überwiegend asiatische und afrikanische Tierarten, es waren aber auch australische Kängurus und amerikanische Bisons zu sehen. Insgesamt waren rund 2200 Tiere in 330 Arten zu sehen. Unter anderem besaß der Zoo Gibbon-Anlagen, die weltweit beachtet wurden.
Eine elektrisch betriebene Straßenbahn auf Gummireifen sorgte für den Transport der Besucher auf dem Gelände. Auf einem Spielgelände konnten Kinder z. B. Gokart fahren. Der künstlich angelegte See konnte mit gemieteten Tretbooten befahren werden.
Ungewöhnlich war ein kleines Luftwaffenmuseum auf dem Zoogelände, das die Geschichte der thailändischen Luftwaffe im Zweiten Weltkrieg zeigte.

## Abbildungen
Die nachstehenden Abbildungen zeigen verschiedene Anlagen des Dusit-Zoos.

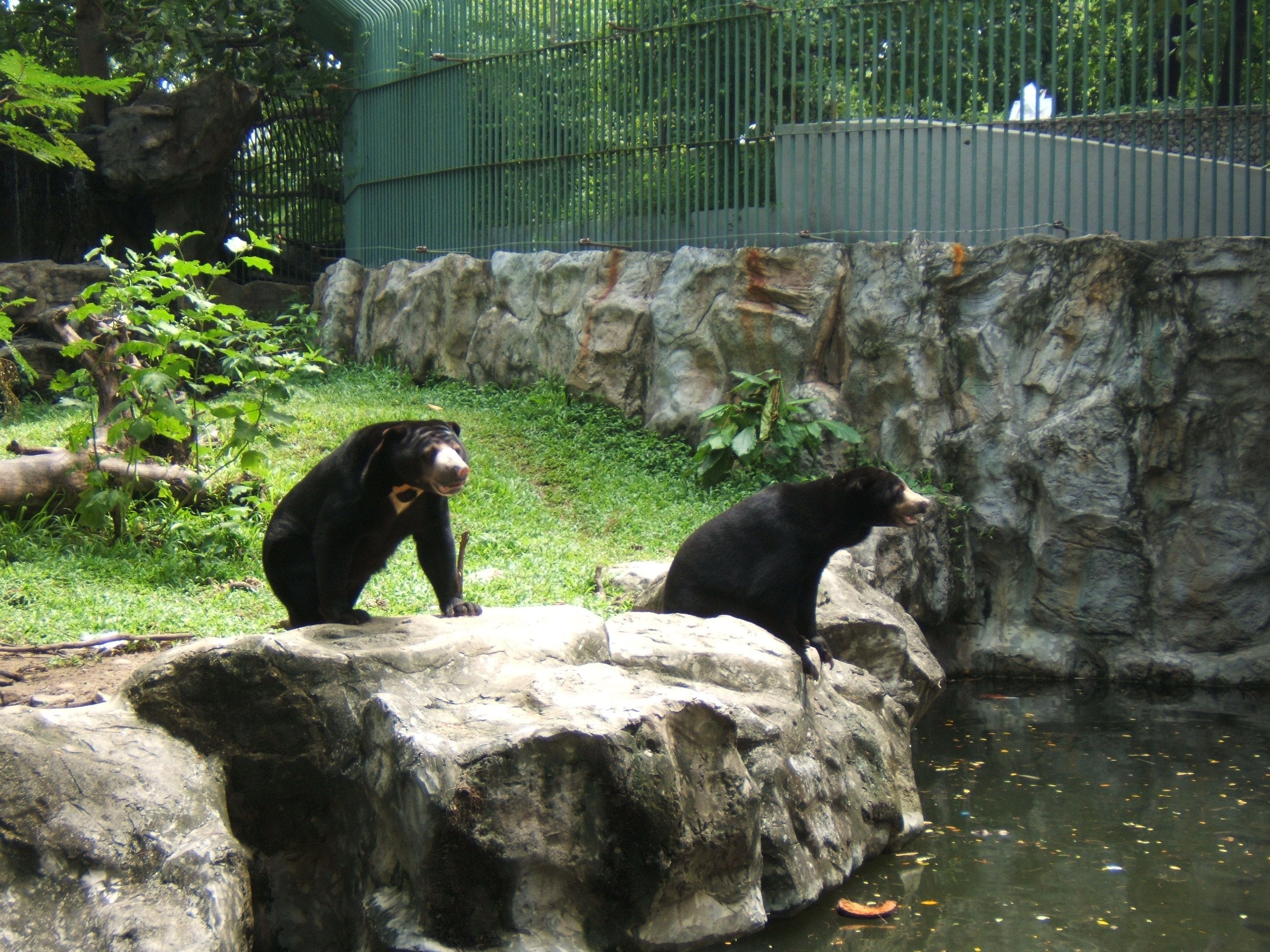
Bärenanlage
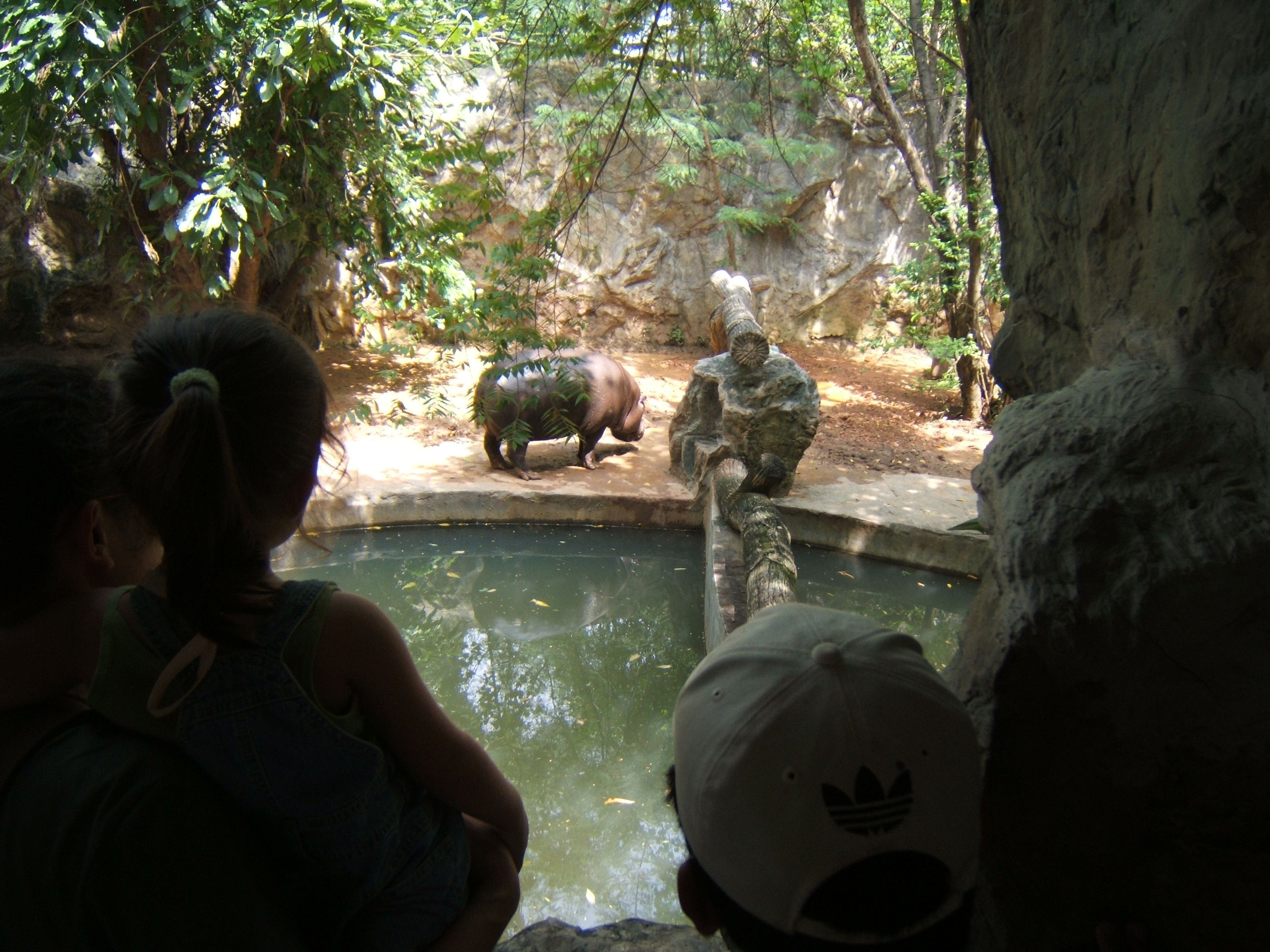
Zwergflusspferdanlage
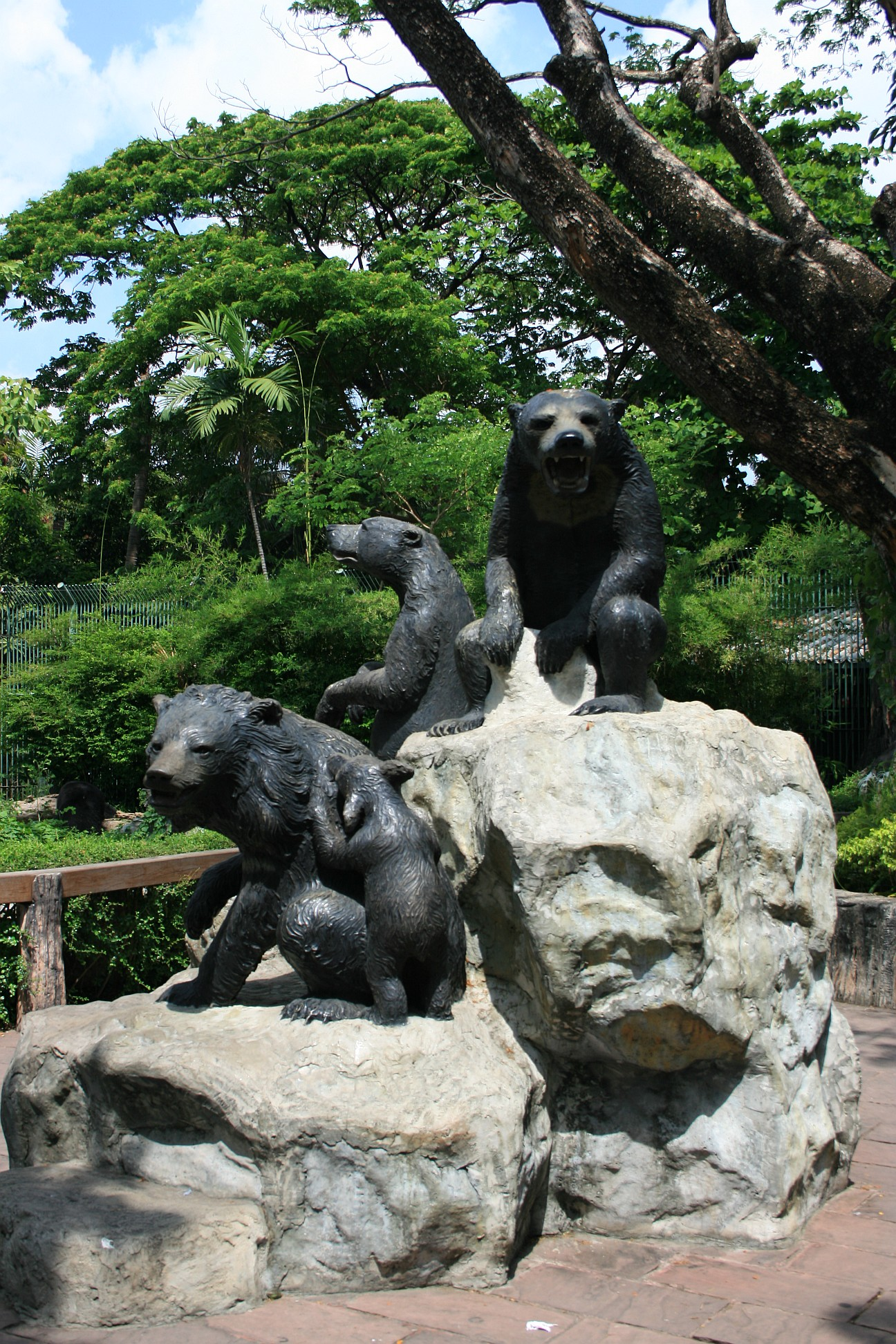
Statue der Bären im Zoo Dusit